# Дом 36 на проспекте Мира

Мемориальная доска Артёму Андрониковичу Кацияну

Дом № 36 на проспекте Мира — памятник истории во Владикавказе, Северная Осетия. Выявленный объект культурного наследия России. Памятник, связанный с историей авиации в России и Германии. Находится на проспекте Мира, д. 36.
Здание построено в 1892 году на Александровском проспекте (современный проспект Мира). В этом доме в 1893—1943 годах в квартире № 1 родился и жил пионер авиации, один из первых российских и немецких авиаторов, художник Артём Андроникович Кациян, ставший в 1909 году первым в истории российским лётчиком, установившим мировой рекорд в авиации по дальности и высоте полёта.
21 февраля 2012 года на доме была установлена мемориальная доска Артёму Кацияну (Автор: Артём Саркисов). На доске указано имя Артур Андронникович.